# Éloyes
Éloyes è un comune francese di 3 373 abitanti situato nel dipartimento dei Vosgi nella regione del Grand Est.

## Storia

### Simboli
La quercia è un elemento importante nel territorio comunale; la pesca è un'attività molto praticata nella Mosella che scorre ai piedi di Éloyes. I tre alerioni sulla banda rossa ricordano l'appartenenza al Ducato di Lorena.

## Società

### Evoluzione demografica
Abitanti censiti